# Jean Andreau (ingénieur)
 (mars 2012).
Si vous disposez d'ouvrages ou d'articles de référence ou si vous connaissez des sites web de qualité traitant du thème abordé ici, merci de compléter l'article en donnant les références utiles à sa vérifiabilité et en les liant à la section « Notes et références ».
Pour les articles homonymes, voir Jean Andreau.
Jean Edouard Andreau, né le 17 novembre 1890 à Pontacq et mort le 25 juin 1953, est un ingénieur français spécialiste en aérodynamisme.

## Biographie
Diplômé de l'école militaire de Saint-Cyr, après avoir été grièvement blessé au combat des frontières en 1914, il est déclaré inapte pour le service armé et doit quitter l’infanterie de Marine. Entré au service technique de l’armée, il crée, pour l’artillerie des obus profilés et empennés et allonge considérablement la portée du tir à charge de poudre égale. Il crée aussi les freins de bouche pour les canons, notamment le 75. Le but sur les avions était de pouvoir monter ce matériel sans recul.
Pour l’aviation, il effectue de nombreuses études au laboratoire Eiffel. Il réalise des bombes réglementaires. Ces bombes ont été exposées longtemps au musée des Invalides. Elles lui valurent entre autres de superbes décorations italiennes qu’il ne voulut jamais porter, car les Italiens devant la puissance destructrice de ces engins se refusèrent de les envoyer sur les Autrichiens, ayant peur que ceux-ci ne détruisent Venise par représailles. Il équipe aussi des chasseurs avec des fusées portant des charges explosives. Ces fusées étaient disposées sur les mâts entre plans et partaient en gerbe à la sollicitation du pilote.
En 1918 apparaissent les premiers brevets sur les transmissions à roue libre automatiques où l’automaticité est assurée par des pendules menés par le moteur et dont la réaction s’exerce sur l’arbre secondaire. Puis un autre mode de réalisation, transmission polaire dans laquelle une couronne porte deux satellites, satellites portant chacun une masse excentrée. Ces Transmissions automatiques furent réalisées et marchèrent remarquablement lorsqu’il s’agissait de transmettre des petites puissances. Elles furent employées pour entraîner des films de cinéma à vitesse variable en fonction d’une musique de fond qui devait être synchronisée. La grosse difficulté pour passer à des puissances supérieures était la tenue des roues libres, tenue qui ne fut jusqu’à maintenant pas améliorée.
Après 1918, pour se reposer des suites de sa blessure (ablation d’un rein) il part dans sa propriété du sud-ouest où il reste quelques années. C'est d’ailleurs un repos relatif, puisqu’il continue à travailler nuit et jour les questions qui l’intéressent.
Il crée une affaire de suspension à Bordeaux. Son idée était simple mais efficace : amortir les suspensions en intercalant entre les lames de ressort un corps apportant un frottement et par là même un amortissement des vibrations. À cette époque en effet, les voitures étaient livrées sans amortisseurs et tenaient fort mal la route. Il comprend alors les immenses possibilités de l’industrie et du marché automobile, les services qu’une telle activité rendait à la nation. Pour lui, une automobile n’était pas un signe extérieur de richesse, mais bien une aide dans le travail, un outil dont on se sert tous les jours. C’était aussi le gage d’une certaine indépendance et d’une liberté dont il n’a jamais pu se passer. Il aurait voulu que chacun puisse profiter de ces mécaniques, en escomptant que par là-même le standard de vie et l’esprit changeraient. C’est pourquoi il s’est attaché par la suite à travailler des solutions économiques accessibles au plus grand nombre, c’est pourquoi il a toujours lutté contre une politique qui en chargeant, taxant, et surtaxant cette industrie, condamnait les Français à des solutions de misère. Il aurait voulu tout en restant bon marché, ne pas rendre ridicule le possesseur d’une soi-disant voiture en ménageant les dimensions et l’aspect de celle-ci, et du même coup éviter à nos produits de ne pas se vendre à l’étranger, étant trop cher pour ce qu’ils représentaient.
En 1924, il fait un moteur à course variable: Le moteur Andreau. Ce moteur subit avec succès tous les essais au Conservatoire national des arts et métiers. Il est d’ailleurs probable qu’il détient encore le record du monde de moindre consommation avec 165 gr CV heure[réf. nécessaire]. Ce moteur fut du reste construit aux Engrenages Citroën à plusieurs centaines d’exemplaires. Quelques-uns fonctionnent encore dans les Landes. Puis il est chargé par André Citroën de l’étude d’un moteur à six cylindres et d’un moteur quatre cylindres.
Ces deux moteurs ont été réalisés en plusieurs exemplaires. C’était des moteurs culbutés. Citroën lui fait cadeau d’une voiture équipée d’un six cylindres. Il quitte ensuite Citroën pour entrer chez Donnet, où étudie et réalise une voiture à caisse coque et traction avant avec le Donnet 7 CV. Cette voiture roulait en 1952 ou 53. Elle était singulièrement en avance sur tout ce qui roulait alors.
Il entre ensuite au laboratoire Société des usines Chausson, où il fait les premières études systématiques sur maquettes de voitures pour détermination des coefficients de traînée (Cx). Ces études donnèrent lieu à bien des conférences Société des ingénieurs de l'automobile (SIA) et par la suite à bien des modèles de voiture étudiées conformément à ses théories, voitures qui atteignirent toujours les performances annoncées. Il travaille l'aérodynamisme pour la Peugeot 402 N4X, réalisée chez Labourdette en 1936 et l'Hispano Suiza H6C Xenia, dont Jacques Saoutchik en réalise la carrosserie en 1938.
C'est aussi lors de ces années qu’il dépose des brevets et expérimente un réacteur utilisant les propriétés d’ondes balistiques produites dans un tube d’explosion et caractérisé en ce que le rythme des allumages était en résonance avec la fréquence fondamentale de l’onde dans le tube. Il se heurte dans la réalisation, à la tenue des soupapes, lames vibrantes travaillant à chaud. Actuellement le problème est résolu grâce aux progrès considérable de la sidérurgie. Pour lui et depuis longtemps l’avenir de l’aviation était dans la réaction permettant les grandes vitesses et l’utilisation de carburants lourds.
Il réalise encore une voiture trois roues carénées avec le bloc 11 CV Citroën traction avant. Vitesse maximum 160 km/h et aux vitesses normales de croisière : 6 l aux 100 km. Malheureusement, cette voiture avait une direction arrière dans laquelle à certaines vitesses se produisaient des résonances fâcheuses ôtant toute sécurité au système. Cette direction arrière qui bien qu’ayant des avantages indéniables de maniabilité, de braquage, s’était avérée comme dangereuse est rayée dans l’avenir. Elle donne lieu à une conférence SIA où il reconnait publiquement son erreur. Il fait aussi un très gros travail sur les vitesses critiques des vilebrequins, qui donne aussi lieu à une conférence SIA et, en 1937-38, il carène la voiture record du monde du Capitaine George Eyston. Elle a le record à deux reprises et la deuxième fois approche les 600 km/h.

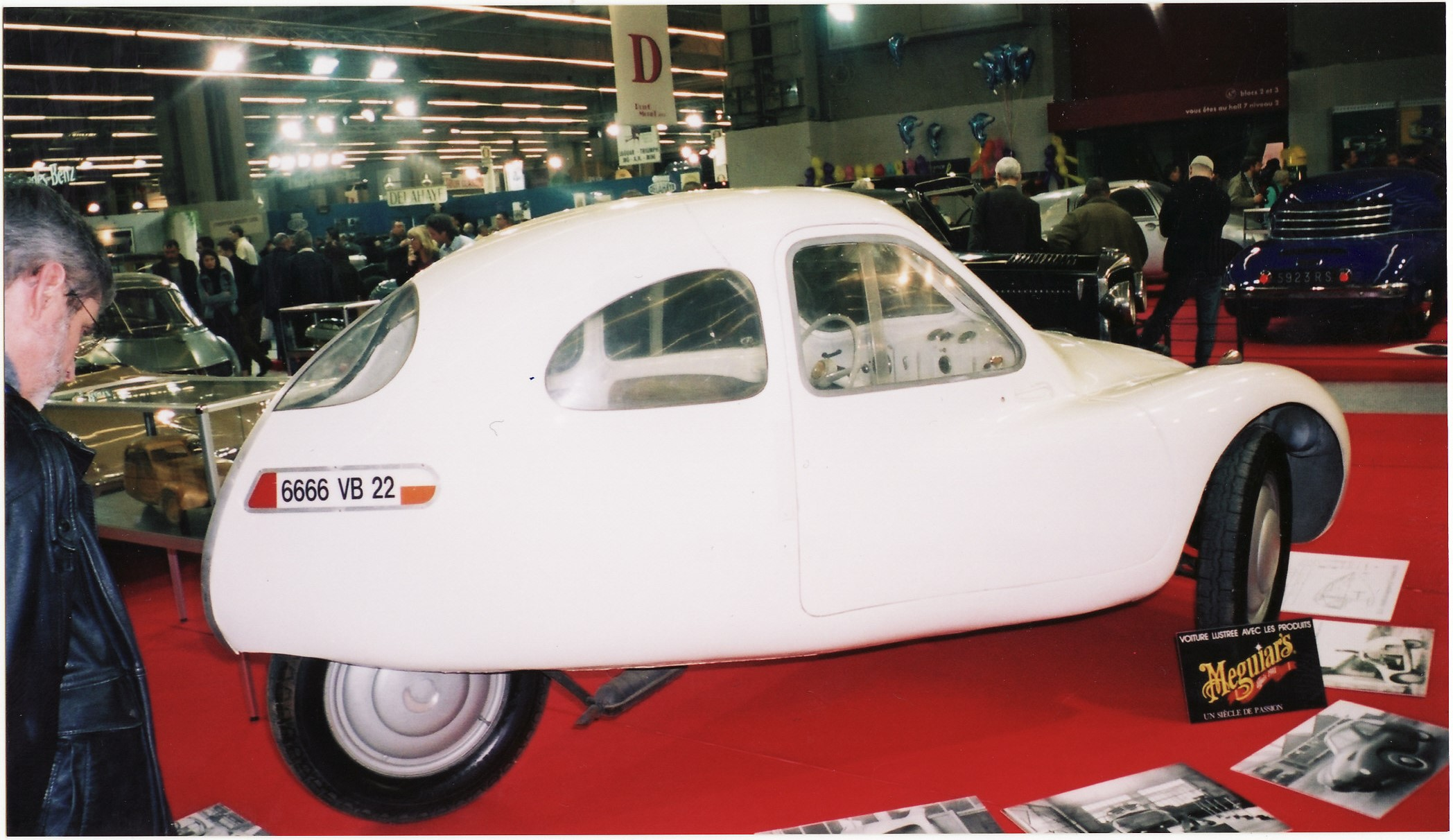
La Mathis VL 333.

L’expérience de la première trois roues sert : on conserve la traction avant mais la direction est reportée sur les roues avant. Ainsi qu’il l'avait prévu, cette voiture avait une vitesse maximum de 105 km/h et une consommation de 2,5 l aux 100 km. Quelques caisses sont faites en bois collé, mais les inconvénients étaient majeurs : en vieillissant la colle se polymérisait et il suffisait d’un choc minime pour effondrer la voiture. Les autres caisses sont faites en Duralinox avec l’aide de l’aluminium français. Ces voitures, après la liquidation de Mathis furent achetées par des particuliers qui s’en servent encore actuellement. Il s'agissait de la Mathis VL 333.
Parallèlement, il mène un gros travail sur l’utilisation de l’énergie éolienne. Ce travail avait été commencé depuis fort longtemps, vers 1920, mais par la suite ses occupations l’en détournèrent. Il y revient lors de l’occupation, car à cette époque les sources d’énergies étaient singulièrement rares. Puis il s’aperçoit que ce mode de restitution d’une énergie était extrêmement intéressant même en temps de paix. Il fait un énorme travail sur les hélices réceptrices, travail aussi bien théorique qu’expérimental. Il a la chance avant de mourir de pouvoir vérifier grâce à quelques machines, la vérité de ses hypothèses.
Il tombe malade alors que cette affaire d’éoliennes commençait à prendre un essor relativement lent mais certain.